# جيمس بيلي (كرة سلة)
جيمس بيلي (بالإنجليزية: James Bailey)‏ مواليد 21 مايو 1957 في دبلن، هو لاعب كرة سلة أمريكي معتزل بدأ مسيرته الاحترافية في سنة 1979. تم اختياره من قبل فريق سياتل سوبرسونيكس خلال الدرافت. يبلغ طوله 6 قدم 9 بوصة (2.1 م). اعتزل اللعب في 1990. أحرز خلال مسيرته في الإن بي إيه 5246 نقطة بمعدل 8.8 نقاط في المباراة الواحدة.

## المسيرة الاحترافية
لعب مع سياتل سوبرسونيكس من سنة 1979 إلى 1982، ثم لعب مع بروكلين نتس من سنة 1981 إلى 1983، ثم لعب مع هيوستن روكتس من سنة 1982 إلى 1984، ثم لعب مع نيويورك نيكس من سنة 1984 إلى 1986، ثم لعب مع بروكلين نتس في موسم 1986–1987، ثم لعب مع فينيكس صنز في موسم 1987–1988، ثم لعب مع فابريانو باسكت في سنة 1990.

## روابط خارجية
- جيمس بيلي على موقع إن بي أي (الإنجليزية)
- جيمس بيلي على موقع سبورتس رفرنس (الإنجليزية)
- جيمس بيلي على موقع كلية كرة السلة في سبورتس رفرنس.كوم (الإنجليزية)
- جيمس بيلي على موقع ريلجم (الإنجليزية)
- جيمس بيلي على موقع بروبوليرز (الإنجليزية)